# Magistral d'escacs Ciutat de Barcelona de 2014
El Magistral d'escacs Ciutat de Barcelona de 2014 fou un torneig d'escacs que es va jugar el 2014 a Barcelona organitzat per la Federació Catalana d'Escacs i patrocinat per l'Ajuntament de Barcelona.
El 19è Magistral va tenir lloc entre els dies 28 de novembre i 2 de desembre de 2014 a l'Hotel Catalonia Eixample 1864, al carrer Roger de Llúria, núm. 60, a Barcelona. El torneig fou el més fort que es va jugar a Catalunya i un dels més forts de l'estat espanyol. Formà part de l'ACP Tour.

## Format i premis
El torneig, que va ser jugat per round robin i dirigit per Jordi Parayre i Soguero, va tenir la següent repartició de premis: primer classificat 2.400 euros més trofeu, segon 2.000 euros més trofeu, tercer 1.500 euros més trofeu, quart 1.100 euros, cinquè 900 euros, sisè 700 euros, setè 500 euros i vuitè 300 euros.

## Participants
La mitjana d'Elo dels participants va ser de 2601 i, per tant, de la categoria XV. Els participants del Magistral foren els següents sis jugadors (en aquest ordre de sorteig):
- GM Marc Narciso Dublan (Catalunya) (Avaluació 2515)
- GM Karèn H. Grigorian (Armènia) (Avaluació 2591)
- GM Li Chao (Xina) (Avaluació 2711)
- GM Csaba Balogh (Hongria) (Avaluació 2660)
- GM Àlvar Alonso Rosell (Catalunya) (Avaluació 2529)
- GM Miquel Illescas Córdoba (Catalunya) (Avaluació 2602)

El jugador Csaba Balogh fou el campió de la passada edició i recent medalla de plata a l'Olimpíada d'escacs de 2014 que es va disputar a Tromsø (Noruega). Miquel Illescas és el jugador que ha estat més vegades campió d'Espanya, i és el millor jugador català de tota la seva història. El jove jugador xinés, Li Chao, ocupa el lloc 38 del rànquing mundial i a priori fou considerat el favorit.

## Resultats i Classificació
El guanyador fou Csaba Balogh que es va imposar per millor desempat (major nombre de partides jugades amb negres) a Li Chao.
|   | Jugador                 | Elo  | 1 | 2 | 3 | 4 | 5 | 6 | Punts | P.N.[8] |
| - | ----------------------- | ---- | - | - | - | - | - | - | ----- | ------- |
| 1 | Csaba Balogh            | 2658 | * | 1 | ½ | ½ | ½ | 1 | 3.5   | 3       |
| 2 | Li Chao                 | 2722 | 0 | * | 1 | ½ | 1 | 1 | 3.5   | 2       |
| 3 | Miquel Illescas Córdoba | 2602 | ½ | 0 | * | ½ | 1 | ½ | 2.5   | 3       |
| 4 | Karèn H. Grigorian      | 2586 | ½ | ½ | ½ | * | 0 | 1 | 2.5   | 2       |
| 5 | Marc Narciso Dublan     | 2515 | ½ | 0 | 0 | 1 | * | ½ | 2     | 2       |
| 6 | Àlvar Alonso Rosell     | 2529 | 0 | 0 | ½ | 0 | ½ | * | 1     | 3       |

## I Torneig promoció Ciutat de Barcelona
Com a novetat dins de les activitats del Magistral de 2014, es varen fer dos torneigs tancats entre sis millors jugadors sub10 i sub12.

### Resultats Sub-10
|   | Jugador                    | Elo  | 1 | 2 | 3 | 4 | 5 | 6 | Punts |
| - | -------------------------- | ---- | - | - | - | - | - | - | ----- |
| 1 | Sergi Prats Safont         | 1438 | * | ½ | 1 | 1 | 1 | 1 | 4.5   |
| 2 | Llibert Céspedes Llaverias | 1571 | ½ | * | ½ | 1 | 1 | 1 | 4     |
| 3 | Arnau Castillo Dalmau      | 0    | ½ | ½ | * | ½ | ½ | 1 | 3     |
| 4 | Nicolás Jiménez Muñoz      | 1371 | 0 | 0 | ½ | * | ½ | 1 | 2     |
| 5 | Jan Travesset Sagre        | 1394 | 0 | 0 | ½ | ½ | * | ½ | 1.5   |
| 6 | Salvador Moyà Nuñez        | 0    | 0 | 0 | 0 | 0 | ½ | * | 0.5   |

### Resultats Sub-12
|   | Jugador                    | Elo  | 1 | 2 | 3 | 4 | 5 | 6 | Punts |
| - | -------------------------- | ---- | - | - | - | - | - | - | ----- |
| 1 | Hèctor Sama Salinas        | 1917 | * | ½ | ½ | 1 | ½ | 1 | 3.5   |
| 2 | Guillem Masdemont Serra    | 1532 | ½ | * | 1 | 0 | 1 | 1 | 3.5   |
| 3 | Marcel Claramunt Bassegoda | 1437 | 0 | 0 | * | 1 | 1 | 1 | 3     |
| 4 | Víctor Àlvarez Albiol      | 1767 | ½ | 1 | 0 | * | - | 1 | 2.5   |
| 5 | Sergio Martínez Pérez      | 1481 | ½ | - | 0 | 0 | * | 1 | 1.5   |
| 6 | Arthur William Harutian    | 1535 | 0 | 0 | 0 | 0 | 0 | * | 0     |